# De Smickel
De Smickel is een gemeentelijk monument aan de Lange Brinkweg 26 in Soest in de provincie Utrecht. 
De voormalige langhuisboerderij is mogelijk van oorsprong begin-18e-eeuws. Het met riet gedekte monument staat met de nok haaks op de weg. 
De voorgevel bevindt zich aan het Kerkpad Noordzijde. Dit Kerkpad ligt langs de hoger en droger gelegen Soester Engh. Aan de linkergevel zijn meerdere aanbouwen geweest, waaronder het woonhuis Kerkpad NZ 49. De baanders van het middenlangsdeeltype aan de achterzijde zijn gericht op de nattere en lager gelegen gronden in de Eemvallei. De hoeken van de staleinden zijn afgeschuind.
In 1973 werd de boerderij verbouwd tot pannenkoekenrestaurant.